# Horst Ulrich Wendler
Horst Ulrich Wendler (* 5. März 1926 in Berlin; † 13. September 2009) war ein deutscher Dramatiker und Autor von Hörspielen und Fernsehspielen.

## Leben und Werk
Wendler war der Sohn eines Angestellten. Er besuchte in Berlin die Oberschule und war literarisch interessiert. Nach dem Schulabschluss wurde er als Luftwaffenhelfer und dann zur Wehrmacht eingezogen und nahm am Zweiten Weltkrieg teil. In der englischen Kriegsgefangenschaft schrieb er Kurzgeschichten.
Nach der Entlassung war Wendler ab 1946 kurze Zeit in Berlin Verwaltungsangestellter und dann bis 1948 Neulehrer. Ohne dafür eine wissenschaftliche Ausbildung zu haben, arbeitete er ab 1948 am Stadttheater Cottbus, 1950 am Landestheater Altenburg und 1951 am Schauspiel Leipzig als Dramaturg. Danach war er freischaffend als Schriftsteller tätig. Um 1957 studierte er in Leipzig am Institut für Literatur „Johannes R. Becher“. Er war im Stahl- und Walzwerk Brandenburg als Kulturarbeiter tätig und ab 1954 künstlerischer Leiter des Kabaretts Die Brennessel in Brandenburg a. d. Havel. Ab 1960 war er Dramaturg und Autor an der Berliner Volksbühne und ab 1964 Mitarbeiter des Volkstheaters Rostock.
Als Autor begann Wendler mit Stücken für Laien und Kinder sowie Märchenstücken für die Bühne, z. B. 1949 Der große und der kleine Klaus und 1956 Vom Peter, der auszog, das Fürchten zu lernen.
1952 behandelte er in dem Schauspiel Der Fall Merzbach, in dem es um die Aufklärung des Todes von Ernst Kamieth geht, ein dezidiert politisches Thema. Seit den 1960er Jahren schrieb Wendler, oft gemeinsam mit seiner Ehefrau Ursula Damm-Wendler (* 1922), vor allem Lustspiele, Texte für Musicals und Schauspiele. Dabei bediente er sich häufig literarischer Vorlagen wie Kleists Michael Kohlhaas (1963), Die drei Musketiere von Dumas (1966) oder Jacques der Fatalist und sein Herr von Diderot (1967).
Für das DDR-Fernsehen schrieb er u. a. die erfolgreichen Serien Rentner haben niemals Zeit, Geschichten übern Gartenzaun und Ein Zimmer mit Ausblick sowie Filme wie Der Vogel.
Arbeiten Wendlers wurden vom Eulenspiegel Verlag, vom Mitteldeutschen Verlag, vom Henschelverlag Kunst und Gesellschaft und vom Friedrich Hofmeister Musikverlag publiziert.
Wendler war bis 1990 Mitglied des Schriftstellerverbands der DDR.

## Hörspiele (Auswahl)
Sämtliche Hörspiele wurden beim Rundfunk der DDR produziert.
Hörspielbearbeitungen
- 1964: Kurt Tucholsky: Schloß Gripsholm. Eine Sommergeschichte – Regie: Hans Knötzsch
  - Auszeichnung: Radio-Eins-Hörspielkino-Publikumspreis 2007
- 1973: Hans Sachs: Der fahrende Schüler im Paradies – und beim Teufelsbannen. Vorlage: Der fahrende Schüler im Paradeis (Spiel) – Regie: Horst Liepach (Kinderhörspiel)

Autor
- 1975–1983: Neumann, zweimal klingeln (18 Folgen, siehe unten) – Regie: Joachim Gürtner (Original-Hörspiele, Kurzhörspiele)

- - 1975: Wieder Leben in die Bude
  - 1975: Ein tolles Wochenende
  - 1975: Wie du mir ...
  - 1976: Zeit der Schwalben
  - 1976: Das Pilzgericht
  - 1977: Familienanschluss
  - 1977: Dieser Ärger mit Geschenken
  - 1977: Der Schein
  - 1977: Die Glückszahl
  - 1977: Das Feuerzeug
  - 1978: Der Vogel
  - 1978: Nostalgie
  - 1978: Leider unvermeidlich
  - 1979: Die Pechsträhne
  - 1979: Nimm’s mit Humor
  - 1980: Vor dem Flug
  - 1981: Die Schwelle
  - 1983: Ach, du spinnst ja

Quelle: ARD-Hörspieldatenbank